# IC 2694/1
IC 2694/1 је спирална галаксија у сазвијежђу Лав која се налази на листи објеката дубоког неба у Индекс каталогу.
Деклинација објекта је + 13° 22' 34" а ректасцензија 11h 17m 38,5s. Привидна величина (магнитуда) објекта IC 2694 износи 14,2 а фотографска магнитуда 15,0. IC 26941 је још познат и под ознакама CGCG 67-50, PGC 34491.